# Goldeneye 007
Goldeneye 007 eller Goldeneye 64 är ett förstapersonsskjutspel till Nintendo 64 baserad på James Bond-filmen Goldeneye. Spelet är producerat av Rareware, och släpptes 1997.
Spelet är ett av de mest populära till Nintendo 64, med över 8 miljoner exemplar sålda, och har hyllats av spelrecensenter.

## Spelupplägg

### Uppdrag
Genom en meny, som föreställer en mapp med varierande innehåll beroende på vilken undermeny man befinner sig i, väljer man uppdrag och svårighetsgrad. "Agent" motsvarar lätt, "Secret Agent" medelsvårt och "00 Agent" svårt. Varje bana har ett eller flera deluppdrag som ska uppfyllas för att banan ska avslutas. Detta kan vara att ta sig till en viss plats, att hämta ett objekt eller att skydda en figur styrd av den artificiella intelligensen. I singelspelarläget spelar man som James Bond i Pierce Brosnans skepnad. Spelet utspelar sig delvis på platser som Bond inte besöker i filmen varpå spelet bygger, till exempel Severnayastationen i Sibirien.
De flesta av spelets vapen bygger på verkliga vapen, men på grund av upphovsrättsliga skäl har namnen ändrats. Dessutom tillkommer ett antal fiktiva vapen, så som den gyllene pistolen och laservapen från tidigare Bondfilmer (Mannen med den gyllene pistolen respektive Moonraker), samt klockminor från Goldeneye. Två banor kan låsas upp genom att spela igenom spelet på de två svårare svårighetsnivåerna.

### Flerspelarspel
I flerspelarspel-läget kan mellan 2 och 4 spelare medverka. Det finns 11 banor, varav vissa är skapade för flerspelarspel medan andra även används till uppdragen. Ursprungligen är 8 figurer valbara. Avklaras därtill alla uppdrag på svårighetsgrad Agent låses tillgång till fler upp. Bland dessa finns Hajen, Oddjob, May Day, Baron Samedi, vakter, vetenskapsmän eller civila. Det finns fem lägen för flerspelarspel:
- Normal: Vanligt spelläge.
- You Only Live Twice: Den spelare som dör två gånger förlorar.
- The Living Daylights: Baserad på leken tafatt.
- The Man With the Golden Gun: Den spelare som får tag på den gyllene pistolen kan endast bära den. Den dödar spelaren med endast ett skott.
- Licence to Kill: Alla attacker liksom slag dödar med en träff. Detta spelläge fungerar inte i lag.